# 소크라티스 파파스타토풀로스
소크라티스 파파스타토풀로스(Σωκράτης Παπασταθόπουλος, Sokratis Papastathopoulos, 1988년 6월 9일, 칼라마타 ~)는 그리스의 축구 선수로, 현재 스페인 라리가의 베티스에서 수비수로 활약하고 있다. 그의 주 포지션 센터백이며, 오른쪽 풀백 포지션도 소화 가능 하다. 그의 성 파파스타토풀로스가 너무 길어 셔츠에 새기기에 어려움이 따라, 그의 이름 소크라티스가 주로 셔츠에 새겨진다. 그러나, 그의 별명은 그의 성 파파스타토풀로스의 약칭인 파파 (Papa)이다. 그는 팬들로부터 스텔리오스 마놀라스나 토니 애덤스로 비유되어 왔고, 그는 AEK의 최연소 주장이기도 하였다.

## 수상
밀란
- 세리에 A: 2010–11

보루시아 도르트문트
- DFB-포칼: 2016–17
- DFL-슈퍼컵: 2013, 2014